# Hermann Kober
Hermann Kober   (Bytom, 1 de febrer de 1888 - Birmingham, 4 d'octubre de 1973) va ser un matemàtic jueu alemany que va emigrar a Anglaterra.

## Vida i Obra
Kober va fer els estudis secundaris a Breslau i va començar els estudis universitaris a la universitat de Breslau en la qual es va doctorar el 1911 sota la direcció d'Adolf Kneser amb una tesi sobre el càlcul de variacions. Tot i així, va estar uns quants semestres a la universitat de Göttingen on va seguir els cursos d'Edmund Landau.
A partir de 1911 va ser professor del institut d'ensenyament secundari Johannes Gymnasium de Breslau en el qual va tenir com a deixeble Wolfgang Fuchs a qui va convèncer de dedicar-se a les matemàtiques. La seva docència es va acabar abruptament el 1934 ja que les lleis del govern nazi el van impedir seguir sent professor per la seva ascendència jueva. Durant uns anys va sobreviure donant classes en escoles jueves.
El 1939, gràcies al suport de Godfrey Harold Hardy, va obtenir una beca de recerca de la universitat de Birmingham on va ser investigador fins al 1943. Durant la Segona Guerra Mundial i per encàrrec del Almirallat Britànic, es va dedicar a fer una enciclopedia de representacions conformes en cinc volums, que es va publicar el 1957 en forma de llibre (dos volums).
Des del 1943, i fins a la seva jubilació el 1962, va ser professor d'un institut de Birmingham de la fundació rei George VI.
Malgrat no haver exercit mai un càrrec universitari, Kober va ser un actiu investigador en el camp de les funcions especials, l'anàlisi real, la teoria de l'aproximació i la diferenciació i integració fraccionades. En aquest darrer camp, és recordat (juntament amb Arthur Erdélyi, un altre jueu emigrat a Gran Bretanya) per haver definit l'operador d'Erdelyi-Kober (1940) en desenvolupar l'integral de Riemann-Liouville.